# Młodzieżowe Drużynowe Mistrzostwa Polski na Żużlu 2011
Młodzieżowe Drużynowe Mistrzostwa Polski 2011 – zawody żużlowe, mające na celu wyłonienie medalistów młodzieżowych drużynowych mistrzostw Polski w sezonie 2011. Rozegrano eliminacje oraz finał.

## Finał
- Bydgoszcz, 22 września 2011
- Sędzia: Jerzy Najwer

| Msc |                                                                   | Drużyna / Zawodnik                 | Biegi                           | Punkty |
| --- | ----------------------------------------------------------------- | ---------------------------------- | ------------------------------- | ------ |
| 1   |                                                                   | Polonia Bydgoszcz                  | Polonia Bydgoszcz               | 23     |
| 1   | Szymon Woźniak Damian Adamczak Mikołaj Curyło Karol Jóźwik        | (3,3,3,1) (2,1,1,2) (1,2,2,2) ns   | 10 6 7                          |        |
| 2   |                                                                   | Cembrit Start Gniezno              | Cembrit Start Gniezno           | 20     |
| 2   | Oskar Fajfer Kacper Gomólski Wojciech Lisiecki Marcin Wawrzyniak  | (1,2,2,2) (2,2,3,3) (1,1,0,1) ns   | 7 10 3                          |        |
| 3   |                                                                   | WTS Nice Warszawa                  | WTS Nice Warszawa               | 19     |
| 3   | Przemysław Pawlicki Patryk Braun Piotr Pawlicki Adrian Gała       | (2,3,2,3) (0,0) (2,3,3,1) (wu,d)   | 10 0 9 0                        |        |
| 4   |                                                                   | KMŻ Lubelski Węgiel Lublin         | KMŻ Lubelski Węgiel Lublin      | 18     |
| 4   | Dawid Lampart Łukasz Kret Mateusz Łukaszewski                     | (3,3,3,3) (0,wu,1,0) (0,1,2,2)     | 12 1 5                          |        |
| 5   |                                                                   | Unia Leszno                        | Unia Leszno                     | 18     |
| 5   | Tobiasz Musielak Sławomir Musielak Kamil Adamczewski Marcin Nowak | (1,3,3,dst) (0,1,2,1) (2,2,1,2) ns | 7 4 7                           |        |
| 6   |                                                                   | Caelum-Stal Gorzów Wielkopolski    | Caelum-Stal Gorzów Wielkopolski | 14     |
| 6   | Bartosz Zmarzlik Łukasz Cyran Adrian Cyfer Paweł Parys            | (2,1,3,3) (1,0,1,u) (0,1,2,0) ns   | 9 2 3                           |        |
| 7   |                                                                   | Falubaz Zielona Góra               | Falubaz Zielona Góra            | 13     |
| 7   | Patryk Dudek Kacper Rogowski Adam Strzelec Adrian Wojewoda        | (3,3,3,3) (0,d,0,0) (w,u) (0,0,1)  | 12 0 1                          |        |